# Rio Gravatá (periodiskt vattendrag i Brasilien, Paraíba)
Rio Gravatá är ett periodiskt vattendrag i Brasilien.   Det ligger i delstaten Paraíba, i den östra delen av landet, 1 400 km nordost om huvudstaden Brasília.
Omgivningarna runt Rio Gravatá är huvudsakligen savann. Runt Rio Gravatá är det glesbefolkat, med 20 invånare per kvadratkilometer.